# Thixotropie
Thixotropie (soms gespeld als tixotropie of thyxotropie) of pseudoplasticiteit is de eigenschap van een niet-newtoniaanse vloeistof, waarbij de viscositeit bij een constante schuifspanning door de tijd afneemt. Na het opheffen van de schuifspanning keert de beginviscositeit na enige tijd weer terug. De term thixotropie is afgeleid van de Griekse woorden "thixis", dat staat voor aanraking en "tropos", dat staat voor bewegen of mengen.
De afname van viscositeit wordt veroorzaakt doordat de samenstellende deeltjes zich evenwijdig aan de opgelegde afschuifspanning gaan oriënteren. Het begrip is afkomstig van Herbert Freundlich, onderzoeker naar de grondbeginselen van de colloïdchemie.
Het tegengestelde van thixotropie is reopexie. Reologie is de wetenschap die zich bezighoudt met de vervormings- en vloei-eigenschappen van vloeistoffen.
Veel gels en colloïden zijn thixotroop.

## Voorbeelden van thixotrope vloeistoffen

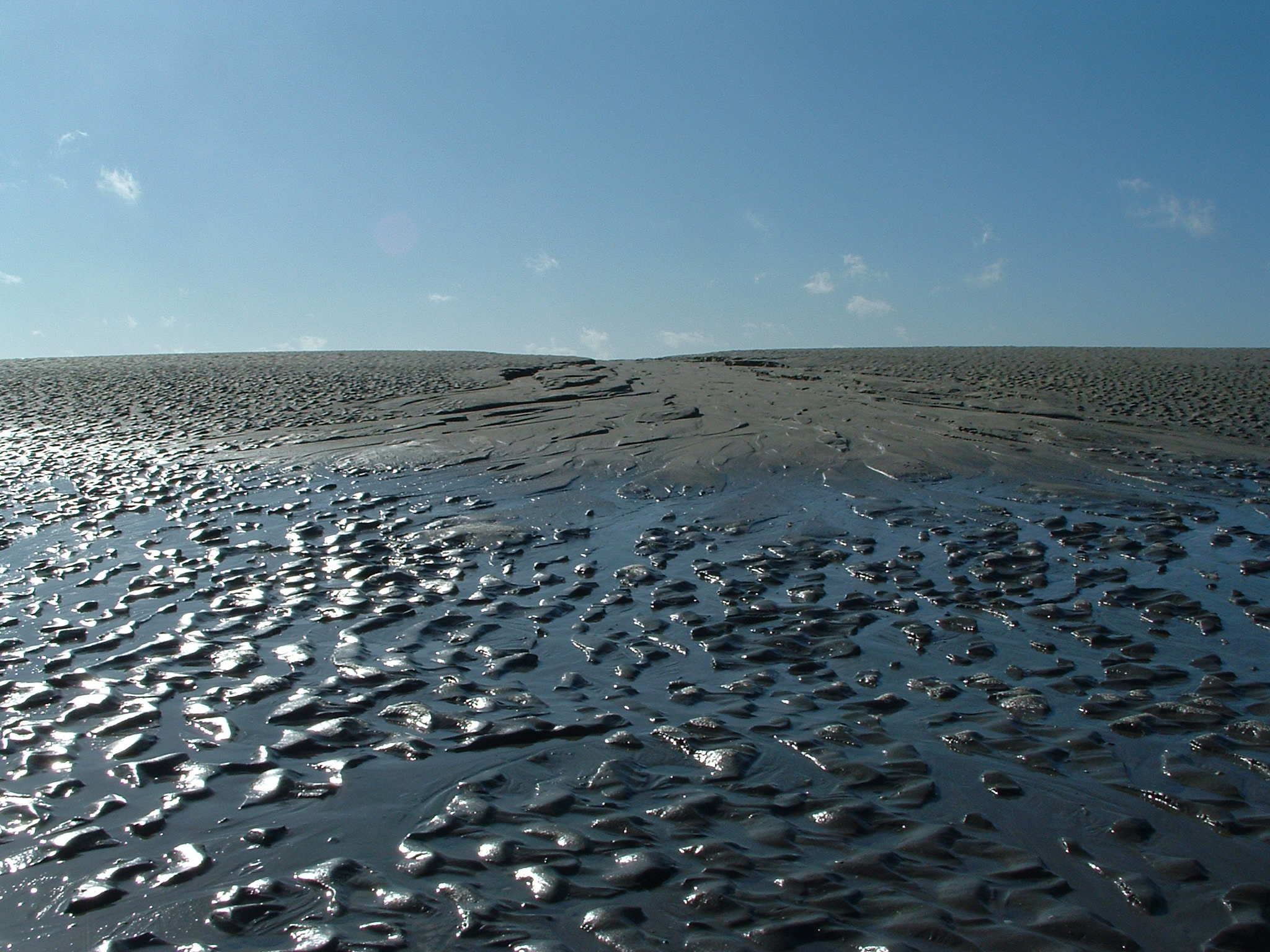
Thixotropie verklaart en voorspelt bepaalde gedragingen (faseovergangen) van sommige natuurlijke materialen (slib, klei, sedimenten, drijfzand).

- Ketchup en vooral advocaat lopen beter uit de fles als ze geschud zijn.
- Boter is zacht na kneden maar wordt harder met het staan.
- Tandpasta komt ietwat vloeibaar uit de tube en moet niet in de tandenborstel zakken, maar erop blijven liggen. De relaxatietijd is hier zeer kort.
- Spuitlak zoals autolak is tijdens het verspuiten zeer dunvloeibaar en moet snel dikvloeibaar worden.
- Pasta-achtige drukinkten worden vloeibaar door roeren, schudden, omspatelen of uitsmeren.
- Boorvloeistof voor diepboringen wordt rondgepompt door het boorgat en brengt het boorgruis naar boven. Door de thixotropie van de boorvloeistof wordt dit boorgruis niet opnieuw het boorgat in gezogen.
- Thixotropie kan bij kleiige bodems en sedimenten een belangrijke rol spelen. Bekend is de thixotrope eigenschap van klei bij het kneden.
- Sommige lijmen worden als thixotrope vloeistof beschreven.